# بازک اقیانوس آرام
بازک اقیانوس آرام (نام علمی: Aviceda subcristata) که با نام‌های باز کاکل‌دار، بازک کاکل‌دار و شاهین-کوکوی اقیانوس آرام نیز شناخته می‌شود، گونه‌ای باریک و متوسط جثه از بازها در تیرهٔ بازان (Accipitridae) است. این گونه عمدتاً به رنگ خاکستری، قهوه‌ای و سفید است و تا طول ۳۵–۴۶ سانتیمتر (۱۴–۱۸ اینچ) رشد می‌کند. این پرنده همه‌چیزخوار است و معمولاً مهاجرت نمی‌کند. فصل زادآوری این گونه از شهریور تا حداقل بهمن ادامه دارد، که در این مدت نمونه‌ها معمولاً پرواز می‌کنند و برای نمایش آواز می‌خوانند. این پرنده در استرالیا، اندونزی، پاپوآ گینه نو، جزایر سلیمان و تیمور شرقی، در جنگل‌ها، ساواناها و آب‌های شیرین زندگی می‌کند. اتحادیه بین‌المللی حفاظت از طبیعت، آن را در فهرست گونه‌های با کمترین نگرانی قرار داده است.